# Ace Sanders
Tracy „Ace“ Sanders (* 11. November 1991 in Bradenton, Florida) ist ein US-amerikanischer American-Football-Spieler auf der Position des Wide Receivers. Er stand bei den Jacksonville Jaguars in der National Football League (NFL) unter Vertrag.

## Leben
Sanders ist der Sohn von Tracy Sanders, der Safety bei den Seminoles der Florida State University war. Er spielte American Football für die Manatee High School in Bradenton. Von 2010 bis 2012 spielte er College Football für die University of South Carolina. Er wurde in der NFL Draft 2013 in der 4. Runde von den Jacksonville Jaguars ausgewählt.